# Цельтинген-Рахтиг
Цельтинген-Рахтиг (нем. Zeltingen-Rachtig) — община в Германии, в земле Рейнланд-Пфальц.
Входит в состав района Бернкастель-Витлих. Подчиняется управлению Бернкастель-Кюс. Население составляет 2204 человека (на 31 декабря 2010 года). Занимает площадь 16,94 км².